# Mtirala nationalpark
Mtirala National Park (georgiska: მტირალას ეროვნული პარკი) är en nationalpark i Georgien. Den ligger i den västra delen av landet, 240 km väster om huvudstaden Tbilisi.